# José Carlos Fagundes
José Carlos Raposo Fagundes Netto (Juiz de Fora, 28 de abril de 1945) é um bancário, servidor público e político brasileiro que foi deputado federal por Minas Gerais.

## Dados biográficos
Filho de Francisco Fagundes Netto e Elza Raposo Fagundes Netto. Em 1970 foi nomeado assessor parlamentar da Câmara dos Deputados e cinco anos depois foi assessor da Secretaria de Indústria e Comércio de Minas Gerais na gestão Fagundes Neto e em 1976 assumiu a diretoria de Relações Públicas da prefeitura de Juiz de Fora. Eleito suplente de deputado federal pela ARENA em 1978, foi convocado após a nomeação de parlamentares para o secretariado do governador Francelino Pereira, sendo efetivado posteriormente com a escolha de Nogueira de Rezende para o Tribunal de Contas da União em 1981.
Reeleito pelo PDS em 1982, votou a favor da Emenda Dante de Oliveira em 1984 e em Tancredo Neves no Colégio Eleitoral em 1985. Nesse mesmo ano, ingressou no PFL, mas não foi reeleito em 1986. Nomeado supervisor da Junta Comercial do Estado de Minas Gerais em junho de 1991 pelo governador Hélio Garcia, permaneceu no cargo até fevereiro de 1999.
Frequentou dois cursos superiores, mas sem concluí-los.